# Vorbecken Rähmerbach
Das Vorbecken Rähmerbach ist ein Vorbecken der Talsperre Eibenstock. Es wurde gleichzeitig mit der Hauptsperre gebaut und am 4. November 1981 in Betrieb genommen. 
Der Staudamm ist ein Steinschüttdamm mit geneigter Innendichtung aus Lehm, über den eine Straße führt; er staut den Rähmerbach. Der Stausee dient der Vorreinigung des der Hauptsperre zufließenden Wassers und damit der Trinkwasserversorgung. Er liegt am nordwestlichen Stadtrand von Eibenstock.
Im Stausee steht ein Entnahmeturm mit einem kreisförmigen Hochwasserüberlauf. Das überlaufende Wasser fließt durch einen Stollen unter dem Damm hindurch.